# Grzegorz Matusiak
Grzegorz Matusiak (ur. 24 lutego 1961 w Jaworznie) – polski samorządowiec, inżynier, przewodniczący rady miejskiej w Jastrzębiu-Zdroju w latach 2010–2011, poseł na Sejm VII, VIII, IX i X kadencji.

## Życiorys
Z wykształcenia inżynier automatyk, ukończył studia na Akademii Górniczo-Hutniczej w Krakowie. Został pracownikiem Kopalni Węgla Kamiennego Zofiówka. W 1989 wstąpił do NSZZ „Solidarność”. Przez kilkanaście lat przewodniczył zarządowi osiedla Zofiówka.
Działał w Porozumieniu Polskich Chrześcijańskich Demokratów. W 1998 i 2002 bezskutecznie ubiegał się o mandat radnego Jastrzębia-Zdroju (odpowiednio z listy Akcji Wyborczej Solidarność i lokalnego komitetu). Przystąpił do Prawa i Sprawiedliwości. W 2005 bezskutecznie ubiegał się o mandat poselski. W wyborach samorządowych w 2006 i w 2010 był wybierany do rady miejskiej w Jastrzębiu-Zdroju. W 2010 kandydował jednocześnie bez powodzenia na urząd prezydenta tego miasta, przegrywając w pierwszej turze. Objął następnie funkcję przewodniczącego rady miejskiej VI kadencji. W 2011 wystartował w wyborach parlamentarnych (również jako przedstawiciel PiS). Uzyskał mandat poselski, otrzymując 6889 głosów w okręgu rybnickim. W 2015 z powodzeniem ubiegał się o poselską reelekcję (dostał 17 227 głosów).
27 listopada 2018 został wybrany na członka zarządu Polskiego Związku Hokeja na Lodzie. W wyborach parlamentarnych w 2019 kandydował kolejny raz z listy PiS w okręgu nr 30, otrzymując 11 195 głosów i uzyskując mandat posła IX kadencji. Również w 2023 z powodzeniem ubiegał się o reelekcję z wynikiem 12 690 głosów. W 2024 z ramienia PiS wystartował w wyborach do Parlamentu Europejskiego z okręgu nr 11.

## Życie prywatne
Był żonaty z Barbarą (zm. 2020); ma syna. Ma brata bliźniaka Andrzeja.